# Comuna Duhanivka, Konotop
Duhanivka (în ucraineană Духанівка) este o comună în raionul Konotop, regiunea Sumî, Ucraina, formată din satele Aniutîne, Berejne și Duhanivka (reședința).

## Demografie
Componența lingvistică a comunei Duhanivka
     Ucraineană (96,56%)
     Rusă (2,64%)
     Alte limbi (0,56%)
Conform recensământului din 2001, majoritatea populației comunei Duhanivka era vorbitoare de ucraineană (96,56%), existând în minoritate și vorbitori de rusă (2,64%).